# Senat Voscherau III
Der Senat Voscherau III bildete vom 15. Dezember 1993 bis zum 12. November 1997 die Hamburger Landesregierung.
| Amt                                                           | Name                                         | Partei | Partei                        |
| ------------------------------------------------------------- | -------------------------------------------- | ------ | ----------------------------- |
| Erster Bürgermeister                                          | Henning Voscherau                            |        | SPD                           |
| Zweiter Bürgermeister                                         | Erhard Rittershaus                           |        | parteilos von Statt nominiert |
| Behörde für Wirtschaft, Verkehr und Landwirtschaft            | Erhard Rittershaus                           |        | parteilos von Statt nominiert |
| Stadtentwicklungsbehörde Senatsamt für Bezirksangelegenheiten | Thomas Mirow                                 |        | SPD                           |
| Behörde für Inneres                                           | Werner Hackmann bis 12. September 1994       |        | SPD                           |
| Behörde für Inneres                                           | Hartmuth Wrocklage ab 21. September 1994     |        | SPD                           |
| Finanzbehörde Organisationsamt                                | Ortwin Runde                                 |        | SPD                           |
| Behörde für Schule, Jugend und Berufsbildung                  | Rosemarie Raab                               |        | SPD                           |
| Behörde für Wissenschaft und Forschung                        | Leonhard Hajen                               |        | SPD                           |
| Behörde für Arbeit, Gesundheit und Soziales                   | Helgrit Fischer-Menzel                       |        | SPD                           |
| Baubehörde                                                    | Eugen Wagner                                 |        | SPD                           |
| Umweltbehörde                                                 | Fritz Vahrenholt                             |        | SPD                           |
| Justizbehörde                                                 | Klaus Hardraht bis 31. August 1995           |        | parteilos von Statt nominiert |
| Justizbehörde                                                 | Wolfgang Hoffmann-Riem ab 20. September 1995 |        | parteilos von Statt nominiert |
| Kulturbehörde Senatsamt für die Gleichstellung                | Christina Weiss                              |        | parteilos                     |